# Wolfgang Schamel
Wolfgang Werner August Schamel (* 7. Juni 1968 in Bayreuth) ist ein deutscher Immunologe und Professor für Immunologie an der Fakultät für Biologie der Albert-Ludwigs-Universität Freiburg und am Centrum für chronische Immundefizienz in Freiburg.

## Leben
Wolfgang Schamel ging in Los Angeles, München und Bochum zur Schule und machte 1987 an der Hildegardis-Schule Bochum das Abitur. Ab 1988 studierte er Biochemie an der Freien Universität Berlin. Forschungsaufenthalte führten ihn nach Indonesien, England, Israel und in die USA. Seine Diplomarbeit fertigte er 1994 bei Yosef Yarden am Weizmann-Institut in Rehovot, Israel, an. Danach begann er seine Dissertation bei Michael Reth am Max-Planck Institut für Immunbiologie, Freiburg, die er 1999 abschloss. Nach 2 Jahren Postdoktorandentätigkeit bei Balbino Alarcón am “Centro de Biología Molecular Severo Ochoa” in Madrid kehrte er an das Max-Planck Institut für Immunbiologie zurück, wo er 2002 Emmy Noether-Gruppenleiter wurde. Im August 2010 folgte er einem Ruf an die Fakultät für Biologie der Albert-Ludwigs-Universität Freiburg und an das Centrum für chronische Immundefizienz in Freiburg und wurde Professor für Immunologie.
Er ist Koordinator des EU Konsortiums SYBILLA und Mitglied des Führungsausschusses der Spemann Graduiertenschule für Biologie und Medizin (SGBM) der Albert-Ludwigs-Universität Freiburg. Zudem ist er Projektleiter im Sonderforschungsbereich 620 (SFB620) sowie im Exzellenzcluster „Centre for Biological Signalling Studies“ (BIOSS) der Deutschen Forschungsgemeinschaft.
Wolfgang Schamel ist seit 1996 mit der spanischen Lehrerin Maria del Prado Garcia Lopez verheiratet. Das Paar hat einen Sohn.

## Forschung
Wolfgang Schamel benutzt biochemische und proteomische Methoden, um molekulare Mechanismen des Immunsystems von Mensch und Maus aufzuklären. Insbesondere interessiert er sich für die Aktivierung der T-Zellen, die eine wichtige Funktion in der spezifischen Immunität besitzen. Er hat wichtige Arbeiten zur Funktion des T-Zell-Rezeptors veröffentlicht, wie z. B. das Permissive Geometrie Modell. Ein weiterer Forschungsschwerpunkt ist das intrazelluläre Signaltransduktionsnetzwerk von T-Zellen.

## Primärliteratur
- S. Minguet, M. Swamy, B. Alarcón, I. F. Luescher, W. W. Schamel: Full activation of the T cell receptor requires both clustering and conformational changes at CD3. In: Immunity. 26, 2007, S. 43–54.Online (in Englisch, abgefragt am 15. November 2010)
- G. M. Siegers, M. Swamy, E. Fernández-Malavé, S. Minguet, S. Rathmann, A. C. Guardo, V. Pérez-Flores, J. R. Regueiro, B. Alarcón, P. Fisch, W. W. Schamel: Different composition of the human and the mouse gammadelta T cell receptor explains different phenotypes of CD3gamma and CD3delta immunodeficiencies. In: Journal of Experimental Medicine. 204, 2007, S. 2537–2544.
- A. G. Schrum, D. Gil, E. P. Dopfer, D. L. Wiest, L. A. Turka, W. W. Schamel, E. Palmer: High-sensitivity detection and quantitative analysis of native protein-protein interactions and multiprotein complexes by flow cytometry. In: Science. STKE 389, 2007, S. pl2.
- W. W. Schamel, I. Arechaga, R. M. Risueño, H. M. van Santen, P. Cabezas, C. Risco, J. M. Valpuesta, B. Alarcón: Coexistence of multivalent and monovalent TCRs explains high sensitivity and wide range of response.  In: Journal of Experimental Medicine. 202, 2005, S. 493–503.
- M. M. Camacho-Carvajal, B. Wollscheid, R. Aebersold, V. Steimle, W. W. Schamel: Two-dimensional Blue native/SDS gel electrophoresis of multi-protein complexes from whole cellular lysates: a proteomics approach.  In: Molecular and Cellular Proteomics. 3, 2004, S. 176–182.
- D. Gil, W. W. Schamel, M. Montoya, F. Sánchez-Madrid, B. Alarcón: Recruitment of Nck by CD3 epsilon reveals a ligand-induced conformational change essential for T cell receptor signaling and synapse formation. In: Cell. 109, 2002, S. 901–912.
- W. W. Schamel, M. Reth: Monomeric and oligomeric complexes of the B cell antigen receptor. In: Immunity. 13, 2000, S. 5–14.
- Wolfgang W. A. Schamel: Functional and structural characterization of membrane bound immunoglobulin (mIg) complexes. Dissertation. 1999, S. 153.

## Sekundärliteratur
- Anja Possart: Clustering versa Oligomerisierung. In: Laborjournal. 5, 2007, S. 30–31.
- Heather L. Van Epps: TCR chain gangs. In: The Journal of experimental Medicine. 202, 2005, S. 458–458.
- Michael S. Hershfield: New insights into adenosine-receptor-mediated immunosuppression and the role of adenosine in causing the immunodeficiency associated with adenosine deaminase deficiency. In: European Journal of Immunology. 35, 2005, S. 25–30. doi:10.1002/eji.200425524
- Mark M. Davis: A New Trigger for T Cells. In: Cell. 110, 2002, S. 285–287.

## Übersichtsartikel
- E. Molnár, E. P. Dopfer, S. Deswal, W. W. Schamel: Models of antigen receptor activation in the design of vaccines. In: Current Pharmaceutical Design 15, 2009, S. 3237–3248.
- S. Minguet, W. W. Schamel: A permissive geometry model for TCR-CD3 activation. In: Trends in Biochemical Sciences. 33, 2008, S. 51–57. doi:10.1016/j.tibs.2007.10.008 (englisch)
- B. Alarcón, M. Swamy, H. M. van Santen, W. W. Schamel: T-cell antigen-receptor stoichiometry: pre-clustering for sensitivity. In: EMBO Reports. 7, 2006, S. 490–495. EMBO Reports (in Englisch, abgefragt am 15. November 2010)
- W. W. Schamel, R. M. Risueño, S. Minguet, A. R. Ortíz, B. Alarcón: A conformation- and avidity-based proofreading mechanism for the TCR-CD3 complex. In: Trends in Immunology 27, 2006, S. 176–182.

## Auszeichnungen
- Acris-Preis der Gesellschaft für Signaltransduktion, 2005.
- Hans Spemann-Preis der Universität Freiburg, 2000[8]